# Маркетингова служба
Служби маркетингу  – сукупність спеціалізованих компаній, агентств і організацій, різноманітна діяльність яких пов'язана з ринком товарів, послуг і цінних паперів. Основне їхнє призначення – стимулювати збут товарів, розбудовувати й пришвидчувати просування товарів на ринку – з метою кращого задоволення потреб споживачів і одержання прибутку.
Діяльність служб маркетингу спрямована на організацію й удосконалювання продажу продукції і включає комплексні роботи економічного, валютно-фінансового, планового, техніко-виробничого, збутового і дослідного характеру. Для цього вони:
- розробляють товари, визначають види й установлюють їхні характеристики;
- проводять маркетингові дослідження – вивчають ринок товарів і послуг, попит та пропозицію, поведінку споживачів, ринкову кон'юнктуру, динаміку цін;
- здійснюють різноманітні рекламні заходи, розраховані на певний період часу, район дії, ринок, коло осіб;
- займаються розробкою рекламних засобів і розміщенням реклами;
- надають послуги творчого й інтелектуального характеру

Головний принцип маркетингового підходу в управлінні науково-технічною діяльністю, виробництвом та збутом - виробляти те, що продається, а не продавати те, що виробляється.

## Організаційна структура
У практиці роботи закордонних фірм відомі два рівні організаційної структури маркетингових служб: центральні маркетингові управління (відділи) та оперативні відділи або сектори.
Центральна маркетингова служба є органом стратегічного управління, її діяльність координує заступник директора з питань маркетингу. Це перша після директора (президента) особа. Він несе відповідальність за всю організацію маркетингу: від наукових досліджень ринку та споживачів, визначення асортименту виробництва та цін до збуту і післяпродажного сервісу.
Значна частина оперативних питань з реалізації маркетингової діяльності вирішується на низовому рівні управління.
У господарській практиці багатьох закордонних фірм спостерігається переплетіння та комбінування цих двох рівнів управління маркетингом.
Серед найпоширеніших організаційних структур управління маркетингом на підприємстві виділяють такі: 
- функціональну;
- товарну;
- регіональну;
- товарно-ринкову;
- проектну (програмну);
- матричну;
- дивізіональну;
- процесну.